# 渠成 (足球运动员)
渠成（1989年2月8日—），中国足球运动员，江苏省南京市人，司职前锋，现效力武汉三镇足球俱乐部。

## 职业生涯
渠成是江苏南京人，小学就读于南昌路小学，四年级进入南京市足球代表队。小学毕业后，他升入雨花台中学。他曾参加2005年第15届江苏省运动会，赛后入选江苏舜天二队，司职中后卫。2008年，渠成被提拔入江苏舜天一队，改练前锋。
渠成2010年3月自江苏舜天租借加盟印度尼西亚足球俱乐部佩西普拉，随球队参加亚洲冠军联赛和印尼国内联赛。期满回归江苏舜天，他在2011年中超预备队联赛中打入12球，成为队内最佳射手，在预备队联赛射手榜上排名第二位。2012年初，渠成与队友杨笑天获得了赴意大利足球甲级联赛帕尔马足球俱乐部试训三周的机会。2013年，渠成在中超预备队联赛中攻入14球，夺得最佳射手。2014年夏天，江苏舜天把他租借给了中国足球乙级联赛球队江西联盛。渠成帮助江西联盛完成升级。在江苏舜天（江苏苏宁）效力多年，渠成的出场机会一直不多。2016年6月，渠成租借加盟中乙联赛球队四川安纳普尔那。2017年2月，渠成正式转会四川安纳普尔那。
2020年8月，渠成转会加盟中乙球队武汉三镇。